# (God Must Have Spent) A Little More Time on You
U Drive Me Crazy è un singolo della boy band statunitense NSYNC, pubblicato il 27 ottobre 1998 come settimo estratto dal loro primo album in studio *NSYNC.

## Tracce
CD Singolo (USA)
1. (God Must Have Spent) A Little More Time on You (Remix) – 3:56
2. (God Must Have Spent) A Little More Time on You (Sturken & Rogers Remix Edit) – 4:01
3. (God Must Have Spent) A Little More Time on You (Album Version) – 4:42
4. (God Must Have Spent) A Little More Time on You (Suggested Callout Hook) – 0:10

## Classifiche
| Classifica (1999) | Posizione massima |
| ----------------- | ----------------- |
| Australia         | 46                |
| Stati Uniti       | 8                 |